# Temu
Temu(상호: Whaleco Inc.)는 중국 전자상거래 회사인 핀둬둬가 운영하는 온라인 시장이다. 주로 중국에서 직접 소비자에게 배송되는 소비재를 대폭 할인된 가격으로 제공한다.

## 역사
Temu는 중국의 인기 온라인 상거래 플랫폼인 핀둬둬를 소유한 PDD 홀딩스가 소유하고 운영한다. PDD 홀딩스는 처음에 케이맨 제도에 등록된 후 2023년에 법인 설립 장소를 더블린으로 이전했다.
Temu 플랫폼은 2023년 9월 미국에서 처음 출시되었다. 2023년 3월 Temu는 호주와 뉴질랜드에서 출시되었다. 다음 달에는 Temu가 프랑스, 독일, 이탈리아, 네덜란드, 스페인 및 영국에서 출시되었다. Temu는 결국 라틴 아메리카 시장으로 확장되었다. 2024년 1월 17일, Temu는 2022년 9월 출시 이후 Temu가 진출한 49번째 국가인 남아프리카공화국에 공식 출시되었다.
2023년 12월 Temu는 플랫폼과 사용자 계정의 보안을 강화하기 위해 2단계 인증(2FA)을 구현하여 사기로부터 소비자를 더욱 보호했다.
2024년 2월에 Temu는 여러 개의 슈퍼볼 광고를 게재하여 미화 1,500만 달러의 경품을 제공했다. 그 결과 회사의 이름과 트래픽에 대한 검색이 급증했다.

### 쉬인과의 소송
2022년 12월, Temu는 경쟁사인 쉬인으로부터 자신의 상품을 홍보하기 위해 쉬인에 대해 "거짓 및 기만적인 진술을 하기 위해" 온라인 영향력 있는 사람들을 모집했다고 주장하면서 소송을 제기했다. Temu는 나중에 2023년 7월에 쉬인이 Temu와 협력하는 것으로 생각되는 의류 제조업체에 대해 "위협, 협박, 허위 침해 주장, 근거 없는 징벌적 벌금 부과 시도" 캠페인에 가담했다고 주장하면서 쉬인을 고소했다. 2023년 7월 31일, 쉬인은 회사가 제품 목록에 쉬인의 저작권 이미지를 사용했다고 주장하면서 Temu를 상대로 임시 금지 명령을 받았다. 8월 말, 쉬인은 Temu의 판매자가 Temu의 목록 사진을 복사한 "수천 건의 사례를 확인했다"고 주장하면서 Temu를 상대로 런던 고등법원 (영국)에 제기된 금지 명령을 구했다. 쉬인은 모든 위반 게시물을 삭제하고 최소 £100,000의 손해 배상을 요청했다.
2023년 7월 18일, Temu는 쉬인이 미국 독점금지법을 위반했다고 비난하며 연방 소송을 제기했다. Temu는 기소장에서 2022년 현재 쉬인이 미국 초고속 패션 시장의 75% 이상을 소유하고 있으며 시장 지배력을 활용하여 의류 제조업체와 독점 계약을 강요하고 Temu와의 협력을 제한한다고 밝혔다. Temu는 또한 2023년 5월에 쉬인이 자신의 플랫폼에서 공급하거나 판매하는 8,338개의 제조업체에 독점 유통 계약을 체결하여 Temu 플랫폼이나 Temu 계열 판매자에게 제품을 제공하지 못하도록 명령했다고 주장했다. Temu는 쉬인과 연결된 이들 제조업체가 미국에서 초고속 패션 제품을 제공하는 모든 상인의 70~80%로 추정되는 상당 부분을 차지하여 가격 상승, 소비자 선택권 감소 및 미국 초고속 패션의 성장을 방해한다고 주장한다.
2023년 10월, 쉬인과 Temu는 매사추세츠주와 일리노이주에서 서로에 대한 각자의 소송이 편견 없이 기각될 것을 요청했다. 두 회사 모두 추가 설명이나 합의가 이루어졌는지 여부를 밝히지 않았다.
2023년 12월 Temu는 공급업체에 대한 불법 간섭을 주장하며 쉬인을 고소했다.
2024년 8월 Temu가 자사의 디자인을 도용하고 복제해 저작권을 침해했다는 사유로 쉬인으로부터 고소당했다. 쉬인 측은 "Temu는 매우 저렴한 가격을 약속하며 미국 소비자들이 모바일 애플리케이션을 내려받아 사용하도록 유도하지만, 제품 가격이 너무 낮아 보조금을 지급해야 하므로 판매할 때마다 손해를 보고 있다. 그렇기에 Temu는 판매자가 타인의 저작권을 침해하고 위조품이나 표준 이하의 상품을 판매하도록 장려해야만 막대한 손실을 최소화할 수 있다"고 말하며 Temu의 직원 중 최소 1명 이상이 쉬인의 인기 제품에 대한 거래 기밀과 내부 가격 정보를 훔쳐내 판매자에게 제품을 똑같이 베끼도록 종용했다고 주장했다. 이날 쉬인측 주장에 대해 Temu 측은 "수많은 지식재산권 소송에 파묻혀 있는 쉬인이 자신들이 반복적으로 고소당한 바로 그 행위를 놓고 타기업들을 허위로 비난하고 있다. 그 뻔뻔함이 믿기 어려운 정도"라고 역공했다.

## 사업 모델
Temu를 사용하면 중국 기반 공급업체가 대상 국가의 중간 유통업체에 의존할 필요 없이 고객에게 직접 판매 및 배송할 수 있어 제품을 보다 저렴하게 만들 수 있다. 일부 판매자는 Temu가 손해를 보고 상품을 판매할 정도로 가격을 낮추라고 요청했다고 말했다. Temu는 제휴 코드, 소셜 미디어 및 게임화를 통해 신규 사용자를 성공적으로 추천한 일부 사용자에게 무료 상품을 제공한다. Temu의 온라인 구매는 인터넷 브라우저나 전용 모바일 앱을 통해 이루어질 수 있다. Temu는 페이스북과 인스타그램에서 대규모 온라인 광고 캠페인을 사용한다.
Temu는 판매자가 알리익스프레스에서 찾은 가격보다 낮은 가격으로 제품을 제공하도록 요구한다. 여러 판매자가 동일한 제품을 제공하는 경우 Temu는 가격이 가장 낮은 판매자만 승인한다. Temu의 최소 판매 요구 사항(30개, 14일 기준 $90)을 충족하지 않는 항목은 플랫폼에서 제거된다.
이 회사는 모바일 앱에 광고를 많이 하고 슈퍼볼 LVIII에서 TV 광고를 게재하여 인기를 얻었다. 센서 타워(Sensor Tower)의 연구에 따르면 2023년 4분기에 Temu 사용자는 일주일에 평균 23분을 앱에서 보냈는데, 이는 아마존 (기업)에서 18분, 이베이에서 22분을 보낸 것과 비교된다.

## 같이 보기
- 미국-중국 무역 전쟁